# Copa de Oro de Futsal Femenino AFA
La Copa de Oro de Primera División Femenina es una competición argentina de fútbol sala que es disputada por los ocho primeros equipos clasificados al terminar la primera rueda del Torneo de AFA de Primera División.
El campeón obtiene el derecho de disputar la Supercopa de Futsal AFA del año próximo.

## Forma de disputa
La Copa se juega con el formato de eliminación directa a partido único en cancha neutral. Se enfrentan los 8 mejores clasificados de la primera fase del Campeonato de Primera División por ordenamiento.

## Historial
| Año  | Campeón     | Subcampeón         | Lugar                       |
| ---- | ----------- | ------------------ | --------------------------- |
| 2022 | San Lorenzo | Sportivo Barracas  | Mar del Plata               |
| 2023 | All Boys    | Ferro Carril Oeste | Rosario                     |
| 2024 | San Lorenzo | Atlético Horizonte | Rosario                     |
| 2025 | All Boys    | San Lorenzo        | Polideportivo Roberto Pando |

### Títulos por club
| Equipo             | Títulos | Subtítulos | Años campeón | Años subcampeón |
| ------------------ | ------- | ---------- | ------------ | --------------- |
| San Lorenzo        | 2       | 0          | 2022, 2024   | -               |
| All Boys           | 2       | 0          | 2023, 2025   | -               |
| Ferro Carril Oeste | 0       | 2          | -            | 2023, 2025      |
| Sportivo Barracas  | 0       | 1          | -            | 2022            |
| Atlético Horizonte | 0       | 1          | -            | 2024            |